# DeAnna Bennett
DeAnna Bennett (Fremont, California; 18 de noviembre de 1984) es una artista marcial mixta estadounidense que compite en la división de peso paja de Invicta Fighting Championships, en la que está desde 2014. En diciembre de 2022 se encontraba en la cuarta posición del peso mosca del ranking femenino de Bellator MMA.

## Primeros años
Bennett luchó y jugó al waterpolo en el American High School antes de graduarse en 2002. Asistió brevemente a una escuela de arte, pero abandonó los estudios. Atribuye el hecho de "ser una niña gorda" a su motivación para apuntarse a un gimnasio de kickboxing para mantenerse en forma y, finalmente, competir en kickboxing Muay Thai.

## Carrera de artes marciales mixtas

### Comienzos
Tras una breve carrera amateur en 2011, Bennett debutó como profesional en febrero de 2012 en Showdown Fights. Compitió para la promoción cuatro veces en los dos años siguientes, ganando todos sus combates.

### Invicta FC
Bennett debutó en Invicta Fighting Championships el 6 de septiembre de 2014, en Invicta FC 8, donde derrotó a Michelle Ould por TKO en el segundo asalto.
En su segunda pelea para la promoción, Bennett se enfrentó a Jennifer Maia el 5 de diciembre de 2014, en Invicta FC 10. Ganó la pelea por decisión unánime.
Bennett se enfrentó después a Norma Rueda Center el 27 de febrero de 2015, en Invicta FC 11. Volvió a ganar el combate por decisión unánime.

### The Ultimate Fighter
En agosto de 2017, se anunció que Bennett sería una de las luchadoras presentadas en The Ultimate Fighter 26, donde se llevará a cabo el proceso para coronar a la campeona femenina inaugural de 125 libras de la UFC. Bennett fue seleccionada en séptimo lugar por el entrenador Eddie Álvarez. Se enfrentó a Karine Gevorgyan en la ronda inicial y ganó vía TKO en la primera ronda. En los cuartos de final Bennett se enfrentó a Sijara Eubanks perdiendo por nocaut en la primera ronda.

### Ultimate Fighting Championship
Bennett se enfrentó a Melinda Fábián el 1 de diciembre de 2017 en The Ultimate Fighter: A New World Champion#The Ultimate Fighter 26 Finale. La pelea terminó como un empate mayoritario y Bennett fue posteriormente liberada de la promoción.

### Regreso a Invicta
Bennett regresó a Invicta para enfrentarse a Karina Rodríguez el 24 de marzo de 2018 en Invicta FC 28: Morandin vs. Jandiroba. Ganó la pelea por decisión dividida. Bennett luego entró en un torneo de peso mosca donde derrotó a Miranda Maverick por decisión unánime, pero perdió en la final en una revancha contra Karina Rodríguez.

### Bellator
Bennett hizo su debut promocional contra Liz Carmouche en Bellator 246 el 12 de septiembre de 2020. Perdió el combate a través de una sumisión por estrangulamiento en el tercer asalto.
Bennett estaba programada para enfrentarse a Alejandra Lara el 31 de julio de 2021 en Bellator 263. El combate fue reprogramado por razones desconocidas para tener lugar el 20 de agosto de 2021 en Bellator 265. El 13 de agosto, se anunció que el combate fue trasladado una vez más, esta vez a Bellator 266. En el pesaje, Bennett no alcanzó el peso para su combate. Bennett pesó 129,2 libras, 3,2 libras por encima del límite de peso mosca. El combate se celebró en el peso de captura y Bennett fue multada con un porcentaje de su bolsa, que fue a parar a Lara. Bennett ganó el combate de forma dominante por decisión unánime.
Bennett se enfrentó a Justine Kish el 19 de febrero de 2022 en Bellator 274. Ganó el combate de forma dominante por decisión unánime.
Bennett volvió a enfrentarse a Kish el 12 de agosto de 2022 en Bellator 284. En el pesaje, Kish llegó con 128,4 libras, 2,4 libras por encima del límite de peso, para el combate de peso mosca, lo que resultó en una multa de un porcentaje de su bolsa que fue a Bennett y el combate se llevó a cabo en el peso de captura. Bennett ganó el combate de nuevo por decisión unánime.
Volvió a verse las caras con Liz Carmouche en una revancha por el Campeonato Mundial de Peso Mosca Femenino de Bellator el 21 de abril de 2023 en Bellator 294. En el pesaje, Bennett pesó 126,2 libras, 1,2 libras por encima del límite de la pelea por el título de peso mosca. El combate procedió en el peso de captura con Bennett siendo multado con el 30% de su bolsa, que fue a Carmouche. Carmouche también optó por mantener el título en juego, lo que significa que si ella perdía la pelea, el título habría quedado vacante. Ella perdió la pelea por una sumisión de estrangulamiento brazo-triángulo en el cuarto round.

## Récord en artes marciales mixtas
| Resultado | Récord  | Oponente           | Método                              | Evento                                                   | Fecha                    | Ronda | Tiempo | Localización   |
| --------- | ------- | ------------------ | ----------------------------------- | -------------------------------------------------------- | ------------------------ | ----- | ------ | -------------- |
| Derrota   | 14–10–1 | Rayla Nascimento   | Decisión (unánime)                  | Invicta FC 62 - Lehner vs. Rubin                         | 16 de mayo de 2025       | 3     | 5:00   | Kansas City    |
| Victoria  | 14–9–1  | Liz Tracy          | Decisión (unánime)                  | Invicta FC 57 - Ferreira vs. Romero                      | 20 de septiembre de 2024 | 3     | 5:00   | Kansas City    |
| Derrota   | 13–9–1  | Viviane Pereira    | Sumisión (guillotine choke)         | Xtreme Fighting Championships - XFC Detroit Grand Prix 2 | 31 de mayo de 2024       | 1     | 1:50   | Detroit        |
| Derrota   | 13–8–1  | Liz Carmouche      | Sumisión (rear-naked choke)         | Bellator 294                                             | 21 de abril de 2023      | 4     | 4:29   | Honolulú       |
| Victoria  | 13–7–1  | Justine Kish       | Decisión (unánime)                  | Bellator 284                                             | 12 de agosto de 2022     | 3     | 5:00   | Sioux Falls    |
| Victoria  | 12–7–1  | Justine Kish       | Decisión (unánime)                  | Bellator 274                                             | 19 de febrero de 2022    | 3     | 5:00   | Uncasville     |
| Victoria  | 11–7–1  | Alejandra Lara     | Decisión (unánime)                  | Bellator 266                                             | 18 de septiembre de 2021 | 3     | 5:00   | San José       |
| Derrota   | 10–7–1  | Liz Carmouche      | Sumisión (rear-naked choke)         | Bellator 246                                             | 12 de septiembre de 2020 | 3     | 3:17   | Uncasville     |
| Derrota   | 10–6–1  | Miranda Maverick   | Sumisión (rear-naked choke)         | Invicta FC Phoenix Series 2                              | 6 de septiembre de 2019  | 3     | 3:38   | Kansas City    |
| Derrota   | 10–5–1  | Karina Rodríguez   | Decisión (unánime)                  | Invicta FC 35: Bennett vs. Rodriguez II                  | 7 de junio de 2019       | 3     | 5:00   | Kansas City    |
| Victoria  | 10–4–1  | Miranda Maverick   | Decisión (unánime)                  | Invicta FC 34: Porto vs. Gonzalez                        | 15 de febrero de 2019    | 3     | 5:00   | Kansas City    |
| Derrota   | 9–4–1   | Kelly Kobold       | Decisión (unánime)                  | Tuff-N-Uff Fight Night                                   | 14 de septiembre de 2018 | 3     | 5:00   | Las Vegas      |
| Victoria  | 9–3–1   | Karina Rodríguez   | Decisión (split)                    | Invicta FC 28: Mizuki vs. Jandiroba                      | 24 de marzo de 2018      | 3     | 5:00   | Salt Lake City |
| Empate    | 8–3–1   | Melinda Fábián     | Empate (mayoría)                    | The Ultimate Fighter: A New World Champion Finale        | 1 de diciembre de 2017   | 3     | 5:00   | Las Vegas      |
| Derrota   | 8–3     | Jodie Esquibel     | Decisión (split)                    | Invicta FC 22: Evinger vs. Kunitskaya II                 | 25 de marzo de 2017      | 3     | 5:00   | Kansas City    |
| Derrota   | 8–2     | Roxanne Modafferi  | Decisión (split)                    | Invicta FC 16: Hamasaki vs. Brown                        | 11 de marzo de 2016      | 3     | 5:00   | Las Vegas      |
| Derrota   | 8–1     | Lívia Renata Souza | TKO (patadas al cuerpo y puñetazos) | Invicta FC 15: Cyborg vs. Ibragimova                     | 16 de enero de 2016      | 1     | 1:30   | Costa Mesa     |
| Victoria  | 8–0     | Katja Kankaanpää   | Decisión (unánime)                  | Invicta FC 14: Evinger vs. Kianzad                       | 12 de septiembre de 2015 | 3     | 5:00   | Kansas City    |
| Victoria  | 7–0     | Norma Rueda Center | Decisión (unánime)                  | Invicta FC 11: Cyborg vs. Tweet                          | 27 de febrero de 2015    | 3     | 5:00   | Los Ángeles    |
| Victoria  | 6–0     | Jennifer Maia      | Decisión (unánime)                  | Invicta FC 10: Waterson vs. Tiburcio                     | 5 de diciembre de 2014   | 3     | 5:00   | Houston        |
| Victoria  | 5–0     | Michelle Ould      | TKO (patada al cuerpo)              | Invicta FC 8: Waterson vs. Tamada                        | 6 de septiembre de 2014  | 2     | 1:34   | Kansas City    |
| Victoria  | 4–0     | Colleen Schneider  | Sumisión (rear-naked choke)         | Showdown Fights 14: Heavyweight Collision                | 28 de junio de 2014      | 1     | 3:02   | Orem           |
| Victoria  | 3–0     | Sharon Jacobsen    | Sumisión (rear-naked choke)         | Showdown Fights 13                                       | 24 de enero de 2014      | 1     | 2:12   | Orem           |
| Victoria  | 2–0     | Julianna Peña      | Decisión (unánime)                  | Showdown Fights 10                                       | 8 de febrero de 2013     | 3     | 5:00   | Orem           |
| Victoria  | 1–0     | Andrea Miller      | TKO (puñetazos)                     | Showdown Fights 6                                        | 24 de febrero de 2012    | 1     | 2:41   | Orem           |